# Samad Ali Mallick
Samad Ali Mallik  là một cầu thủ bóng đá người Ấn Độ thi đấu ở vị trí hậu vệ cho East Bengal ở I-League.

## Sự nghiệp
Mallik bắt đầu sự nghiệp với đội bóng ở Calcutta Third Division, Rainbow Club, trước khi ký hợp đồng với East Bengal Anh thi đấu cho East Bengal ở Calcutta Football League. Anh có màn ra mắt cho câu lạc bộ ngày 10 tháng 1 năm 2016 ở I-League trước Sporting Goa. Anh đá chính và thi đấu cả trận và East Bengal giành chiến thắng 3–1.

## Thống kê sự nghiệp
Tính đến 11 tháng 1 năm 2016
| Câu lạc bộ          | Mùa giải            | Giải vô địch        | Giải vô địch | Giải vô địch | Cúp Liên đoàn | Cúp Liên đoàn | Cúp Quốc gia | Cúp Quốc gia | Châu lục | Châu lục  | Tổng    | Tổng      |
| Câu lạc bộ          | Mùa giải            | Hạng đấu            | Số trận      | Bàn thắng    | Số trận       | Bàn thắng     | Số trận      | Bàn thắng    | Số trận  | Bàn thắng | Số trận | Bàn thắng |
| ------------------- | ------------------- | ------------------- | ------------ | ------------ | ------------- | ------------- | ------------ | ------------ | -------- | --------- | ------- | --------- |
| East Bengal         | 2015–16             | I-League            | 1            | 0            | 0             | 0             | 0            | 0            | 0        | 0         | 1       | 0         |
| Tổng cộng sự nghiệp | Tổng cộng sự nghiệp | Tổng cộng sự nghiệp | 1            | 0            | 0             | 0             | 0            | 0            | 0        | 0         | 1       | 0         |